# تور گرل پاور آمریکای شمالی
تور گرل پاور آمریکای شمالی (به انگلیسی: Girl Power North America Tour) (به‌عنوان تور آمریکای شمالی نیز شناخته‌شده) نخستین تور کنسرت چارلی ایکس‌سی‌ایکس بود که به‌منظور حمایت از دومین آلبوم استودیویی وی تحت عنوان مکنده برگزار شده بود. طی این تور ترانه‌هایی نیز از اولین آلبوم استودیویی وی تحت عنوان عشق راستین اجرا شده بودند.

## فهرست ترانه‌ها
1. «مکنده»
2. «بهم زدن»
3. «عاشقشم»
4. «مشهور»
5. «سوپرلاو»
6. «رزهای مشکی»
7. «قفلت میکنم» (دارای عناصر «فصل‌های اتمی»)
8. «اواسطش گرفتار شدم»
9. «به عشقت نیاز دارم»
10. «جلو نیا»
11. «تو (ها ها ها)»
12. «پول (همونیه که میخوام)» (کاور د فلایینگ لیزاردز)
13. «ملکهٔ لندن»
14. «قوانین را شکستن»
15. «نیشخندها»
16. «سکه‌های طلایی»

دوباره‌خوانی
1. «خواستنی (ریمیکس جی‌تی‌ای)»
2. «بوم کلپ»